# Scopula tortuosaria
Scopula tortuosaria är en fjärilsart som beskrevs av Heinrich Benno Möschler 1890. Scopula tortuosaria ingår i släktet Scopula och familjen mätare. Inga underarter finns listade.